# Liste der denkmalgeschützten Objekte in Schwendt
Die Liste der denkmalgeschützten Objekte in Schwendt enthält die 8 denkmalgeschützten, unbeweglichen Objekte der Gemeinde Schwendt.

## Denkmäler
| Foto  |                 | Denkmal                                                                                                 | Standort                                | Beschreibung | Metadaten |
| ----- | --------------- | --- | --------------------------------------- | --- | --- |
| ja    | Datei hochladen | Oberbichlerhof HERIS-ID: 40252 Objekt-ID: 40152 TKK: 14608                                              | Bichlachweg 2 Standort KG: Schwendt     | Der quergeteilte zweigeschoßige Einhof mit Mittelflurgrundriss stammt im Kern aus dem 16. Jahrhundert, das Dach mit Glockenturm wurde 1787 erneuert. Seit 1768 ist er als Erbhof mit kontinuierlicher Besitzerreihenfolge dokumentiert. Der Wohnteil ist im Erdgeschoß gemauert, das Obergeschoß in Kantblockbauweise gezimmert und verputzt, der Giebel ist unverputzt. Mittig an der Stirnseite befindet sich ein gekehltes und mit Stäben versehenes Spitzbogenportal aus Breccie. Das Obergeschoß weist an der Stirnseite und der westlichen Traufseite einen umlaufenden Söller, darüber einen kleinen Giebelsöller auf. Im Inneren haben sich der Mittelflur mit Stichkappengewölbe und ein gemauerter Aufgang ins Obergeschoß erhalten. Der an beiden Seiten vorkragende Wirtschaftstrakt hat einen gemauerten Stall im Erdgeschoß und eine Heulege in Rund- und Kantblockbauweise im Obergeschoß. | BDA-Hist.: Q37993740 Status: Bescheid Stand der BDA-Liste: 2025-06-30 Name: Oberbichlerhof GstNr.: .99 Oberbichlerhof                                   |
| ja    | Datei hochladen | Bichlkapelle HERIS-ID: 40251 Objekt-ID: 40151 TKK: 14621                                                | bei Bichlachweg 2 Standort KG: Schwendt | Die zum Oberbichlhof gehörende Kapelle stammt aus dem 18. Jahrhundert. Die gemauerte Kapelle mit umlaufendem Sockel und rundem Chorschluss weist ein steiles holzschindelgedecktes Satteldach und an der Stirnseite eine korbbogige Tür mit gefaster Laibung auf. Das Innere ist mit einem Tonnengewölbe mit Stichkappen versehen. | BDA-Hist.: Q37993728 Status: Bescheid Stand der BDA-Liste: 2025-06-30 Name: Bichlkapelle GstNr.: 1397 Bichlkapelle, Schwendt                            |
| ja    | Datei hochladen | Bauernhaus und Backofen, Boar HERIS-ID: 40250 Objekt-ID: 40150 TKK: 49810, 14613                        | Bichlachweg 7 Standort KG: Schwendt     | Der zweigeschoßige, quergeteilte Einhof mit Mittelflurgrundriss und Satteldach mit Glockenturm ist am Türsturz inschriftlich 1694 datiert, das Dach wurde 1775 erneuert. Der Wohnteil ist im Erdgeschoß gemauert, das Obergeschoß ist in Kantblockbauweise mit Kopfstrickverbindung gezimmert. Über dem Eingang befindet sich ein Fresko mit dem heiligen Wandel, an der westlichen Traufseite ein Fresko Jesus begegnet seiner weinenden Mutter. Der beidseitig vorkragende und in den Hang laufende Wirtschaftstrakt ist im Erdgeschoß (Stall) gemauert, im Obergeschoß in Rundblockbauweise mit Kopfstrickverband aufgeführt. Das gemauerte Backofenhaus südlich des Hofes mit gezimmertem Kniestock und Satteldach stammt aus der ersten Hälfte des 19. Jahrhunderts. | BDA-Hist.: Q37993718 Status: Bescheid Stand der BDA-Liste: 2025-06-30 Name: Bauernhaus und Backofen, Boar GstNr.: .91 Bauernhaus mit Backofen, Schwendt |
| ja    | Datei hochladen | Gemeindeamt mit Volksschule HERIS-ID: 40992 Objekt-ID: 41300 TKK: 15189                                 | Dorf 2 Standort KG: Schwendt            | Das zweigeschoßige gemauerte Mittelflurhaus mit Satteldach im Dorfkern wurde 1927/28 erbaut. An der Stirnseite führt eine kleine, zweiarmige Treppe mit Podest zur Eingangstür. Im ersten Geschoß befindet sich ein schmaler, mittig liegender Söller, darüber ein breiter Giebelsöller. Sämtliche Geländer zeigen einfach ausgeschnittene Geländerbretter. Die Fassade ist durch geputzte Eckquaderung und Putzfaschen zwischen den Geschoßen gegliedert, über den Erdgeschoßfenstern kommt eine geputzte Bogenquaderung hinzu. An der östlichen Traufseite schließt ein eingeschoßiger Turnhallenanbau unter Satteldach an. | BDA-Hist.: Q37997537 Status: Bescheid Stand der BDA-Liste: 2025-06-30 Name: Gemeindeamt mit Volksschule GstNr.: .8/1 Gemeindeamt (Schwendt)             |
| ja    | Datei hochladen | Kriegerdenkmal HERIS-ID: 79475 Objekt-ID: 93162 TKK: 49805                                              | bei Dorf 2 Standort KG: Schwendt        | Das um 1950 errichtete Kriegerdenkmal an der nordwestlichen Friedhofsmauer ist ein rundbogig übergiebelter Nischenbildstock mit Kruzifix, der von einer niedrigen Natursteinmauer mit Pfeilern und schmiedeeisernem Gittertor eingefasst ist. Auf beiden Seiten des Kreuzes finden sich die Namen der Gefallenen und Vermissten der beiden Weltkriege auf hellem Marmor. | BDA-Hist.: Q38154588 Status: § 2a Stand der BDA-Liste: 2025-06-30 Name: Kriegerdenkmal GstNr.: 1569/1 Kriegerdenkmal Schwendt                           |
| ja BW | Datei hochladen | Friedhof mit Ummauerung und Aufbahrungshalle HERIS-ID: 79476 Objekt-ID: 93163 TKK: 126072, 49804, 49566 | gegenüber Dorf 2 Standort KG: Schwendt  | Der Friedhof, der die Pfarrkirche auf allen Seiten umgibt, wurde 1506 gemeinsam mit der Kirche geweiht und im 18. Jahrhundert und 2004 erweitert. Die asymmetrisch verlaufende Umfassungsmauer mit schindelgedeckten Pultdächern und gemauerten Torpfeilern mit Pyramidendächern stammt in ihrer heutigen Form aus dem 18. Jahrhundert. Auf der Südseite sind in die Mauer drei Nischenbildstöcke integriert. Die Aufbahrungshalle im neuen Friedhofsteil mit steilem Satteldach und großer Vorhalle wurde 2004 nach Plänen von Herbert Rottenspacher errichtet. Die Eingangsseite ist durch ein breites, zweiflügeliges Portal sowie durch das verglaste Giebelfeld großzügig belichtet. Der Innenraum mit Deckenuntersicht wird in der Lichtführung von einem farbigen Glasgemälde an der Stirnwand dominiert.                                                                                          | BDA-Hist.: Q38154598 Status: § 2a Stand der BDA-Liste: 2025-06-30 Name: Friedhof mit Ummauerung und Aufbahrungshalle GstNr.: .1, 16/2 Friedhof Schwendt |
| ja    | Datei hochladen | Kath. Pfarrkirche hl. Ägidius HERIS-ID: 55872 Objekt-ID: 64762 TKK: 15190                               | bei Dorf 3 Standort KG: Schwendt        | Urkundlich wurde 1363 eine Kirche genannt. 1506 wurde ein Neubau geweiht. Der Turm wurde 1686 erbaut. Der spätgotische Kirchenbau mit einem Westturm ist von einer Friedhofsmauer umgeben. | BDA-Hist.: Q38068414 Status: § 2a Stand der BDA-Liste: 2025-06-30 Name: Kath. Pfarrkirche hl. Ägidius GstNr.: .1 Pfarrkirche hl. Ägidius, Schwendt      |
| ja    | Datei hochladen | Frau-Wand-Bildstock HERIS-ID: 79443 Objekt-ID: 93127 TKK: 14617                                         | Unterschwendt Standort KG: Schwendt     | Die drei in eine Felswand geschlagenen Nischen wurden inschriftlich 1873 erneuert. Die beiden äußeren Nischen sind leer, in der mittleren steht eine geschnitzte, gefasste Statue Maria Immaculata hinter einem Fenster mit geschmiedetem Gitter. Vor den Nischen steht ein hölzernes Kruzifix mit geschnitztem Corpus. | BDA-Hist.: Q38154570 Status: § 2a Stand der BDA-Liste: 2025-06-30 Name: Frau-Wand-Bildstock GstNr.: 630/1 Frau-Wand-Bildstock, Schwendt                 |